# أولي شميت
أولي شميت (بالإنجليزية: Uli Schmidt)‏ هو لاعب اتحاد الرغبي جنوب أفريقي، ولد في 10 يوليو 1961 في بريتوريا في جنوب أفريقيا.